# Brazatortas
Brazatortas ist ein Dorf und eine spanische Gemeinde (municipio) mit 1.001 Einwohnern (Stand: 2024) im Südosten der historischen Landschaft La Mancha in der Provinz Ciudad Real in der Region Kastilien-La Mancha in Zentralspanien. 

## Lage und Klima
Brazatortas liegt etwa 62 Kilometer südwestlich von Ciudad Real in einer Höhe von ca. 730 m. Im Gemeindegebiet liegt der Flugplatz Fuencaliente. Das Klima ist meist trocken und warm; der spärliche Regen (ca. 503 mm/Jahr) fällt überwiegend in den Wintermonaten.

## Bevölkerungsentwicklung
| Jahr      | 1970 | 1981 | 1991 | 2001 | 2011 | 2021 |
| Einwohner | 2117 | 1473 | 1337 | 1176 | 1107 | 998  |

Infolge der Mechanisierung der Landwirtschaft, der Aufgabe bäuerlicher Kleinbetriebe („Höfesterben“) und der dadurch ausgelösten „Landflucht“ ist die Einwohnerzahl des Dorfes in der zweiten Hälfte des 20. Jahrhunderts deutlich gesunken.

## Sehenswürdigkeiten
- Kirche

## Persönlichkeiten
- Antonio Gala (1930–2023), Schriftsteller
- Fernando Usero (* 1984), Fußballspieler